# シェムリアップ学校人質事件
シェムリアップ学校人質事件（シェムリアップがっこうひとじちじけん）は、2005年6月16日にカンボジア王国シェムリアップ州シェムリアップで発生した人質事件。

## 事件の概要
2005年6月16日午前9時半頃、シェムリアップのインターナショナル・スクールに武装したカンボジア人4人組が乱入し、中にいた児童と教師29名を人質にして身代金30000ドルを要求した。犯人たちは6時間後に逮捕され、人質は解放されたが、その過程でカナダ人の男児1人が殺害された。

## 犯行の動機
当初、犯人は「金が無かった」と供述し、襲撃事件は金目当ての犯行と思われたが、意外な動機が明らかになった。
主犯格の男は、かつて韓国人が経営するレストランで運転手をしており、経営者の子供を国際学校に送迎していた。しかし、遅刻して連れていったということで、経営者に2回顔を殴られて解雇されていた。そのため、主犯格の男は恨みを晴らすべく仲間を連れて学校を襲撃し、経営者の子供を誘拐しようとしたが目的が果たせなかったので、学校に立てこもることになった。カナダ人男児が殺害されたのも、泣き止まなかったので殺したという場当たり的な犯行であった。

## 参考資料
- 『読売新聞』2005年6月17日夕刊23面
- 『朝日新聞』2005年6月18日朝刊38面